# Michail Ignaťjev
Michail Borisovič Ignaťjev (rusky: Михаил Борисович Игнатьев, * 7. května 1985 Leningrad) je ruský cyklista, olympijský vítěz v bodovacím závodě jednotlivců na XXVIII. letních olympijských hrách v Aténách.

## Kariéra
S cyklistikou začal v jedenácti letech, kdy ho rodiče, oba bývalí cyklisté na dobré národní úrovni, poslali do cyklistické školy. Kromě toho se krátce věnoval běhu na lyžích. Už v juniorském věku dosahoval výborných výsledků, stal se opakovaně mistrem světa na dráze i na silnici. V seniorském věku poprvé uspěl v roce 2004 na olympijských hrách v Aténách, kde jako devatenáctiletý suverénním způsobem vyhrál bodovací závod jednotlivců, Španěla Llanerase porazil s 93 body o 11 bodů.
O rok později se stal Ignaťjev mistrem světa v časovce jednotlivců do 23 let.
Od roku 2006 je Ignaťjev profesionálem, vstoupil do týmu Tinkoff Credit System. V jeho barvách vyhrál závod Kolem Lleidy, ale nedokázal obhájit titul mistra světa v časovce jednotlivců kategorie do 23 let, za Dominiquem Cornuem z Belgie se musel spokojit se stříbrnou medailí. V této disciplíně naopak vyhrál evropský šampionát.
Na LOH 2008 získal v disciplíně madison bronzovou medaili.

## Soukromý život
Po odchodu k profesionálům opustil rodný Petrohrad a žije v Marině di Massa v Itálii. Mezi jeho koníčky patří film (např. ruský film Dvanáct křesel), návštěvy klubů a odpočinek v posteli.